# Chvalovice (okres Znojmo)
Chvalovice (německy Kallendorf) jsou vinařská obec v jižní části okresu Znojmo, 8 kilometrů jižně od Znojma, na hranicích s Rakouskou republikou. Obec Chvalovice se skládá ze dvou částí – Chvalovice a Hatě. V obci je evidováno 307 domů, žije zde 688 obyvatel. Její katastrální území zaujímá 884 ha a PSČ všech adres je 669 02. Obcí protéká potok Daníž a prochází silnice I/38, na níž se nachází silniční hraniční přechod Hatě – Kleinhaugsdorf. Obec je zakládajícím členem Dobrovolného svazku znojemských vinařských obcí Daníž.

## Název
Ačkoli nejstarší doklady jsou německé (1278, 1284 Qual(e)ndorf), německý název vznikl hláskovou úpravou staršího (písemně nedoloženého) českého Chvalovice či Chvalenovice. Jejich základem bylo osobní jméno Chval(en) a význam místního jména byl "Chvalovi/Chvalenovi lidé". Ve 14. století bylo německé jméno hláskově upraveno na Kalendorf, které se (s varianou Kolendorf) užívalo až do 20. století, a to i v češtině. Teprve koncem 19. století bylo z německého jména rekonstruováno české Chvalovice.

## Historie
Obec byla založena pravděpodobně starými Slovany, s příchodem německého obyvatelstva do pohraničních oblastí v průběhu kolonizační vlny 13. století se poněmčuje. První doložená písemná zmínka o Chvalovicích se nachází v listině z 30, června 1279 vydané v obci Dyjákovičky. Listina uvádí, že za svědka byl v rozhodování této pře opatem Dětřichem povolán jistý Pihan z Chvalovic (Pihan de Qualndorf). Tento spor byl nakonec rozhodnut ve prospěch premonstrátského kláštera v Louce u Znojma, kterému byly desátky z Němčic přiřčeny. V průběhu doby se obec často ocitla v zástavním majetku mnoha šlechtických rodů v okolí, v 16. století zcela přešla do majetku louckého kláštera a zůstala v něm až do jeho zrušení během josefínských reforem.
V roce 2005 zde žilo 446 obyvatel, o deset let později už 605 obyvatel.

## Pamětihodnosti

### Kostel sv. Markéty
Pod patronát louckých opatů patřil téměř celou dobu také chvalovický Kostel sv. Markéty. První písemná zmínka o něm pochází z listiny z 1. července 1284, kterou olomoucký biskup Dětřich potvrdil louckému klášteru právo na desátek, mj. také z kostela ve Chvalovicích. Obvodové zdivo, kněžiště a věž dnešního kostela pochází z doby kolem roku 1500. Roku 1690 je přistavěna předsíň a roku 1766 zaklenuta původní plochostropá loď. Věž je ukončena cimbuřím a uprostřed je zděný jehlan. Hlavní vchod do kostela je obdélníkovým portálem ze znakem louckého opata Řehoře Lambecka s letopočtem roku 1766.

### Chráněná kulturní památka Zámeček
Další výraznou stavbou v centru obce je tzv. Zámeček, součást areálu rozlehlého hospodářského dvora, dříve sídlo správy velkostatku ve vlastnictví louckých premonstrátů. Po zrušení kláštera v Louce v roce 1784 statek připadl náboženské matici. V roce 1850 je jako vlastník doložen Johann Fichtel. Jeho potomci zde sídlili do odsunu německého obyvatelstva po druhé světové válce. V letech 1946 byl v areálu zřízen jeden z dvanácti justičních statků na území tehdejší ČSR. Od roku 1952 jej užívalo jednotné zemědělské družstvo. V 90. letech 20. stol. byl objekt Zámečku adaptován na Hotel Alt. V roce 2016 byla provedena kompletní rekonstrukce a funguje zde penzion s restaurací.

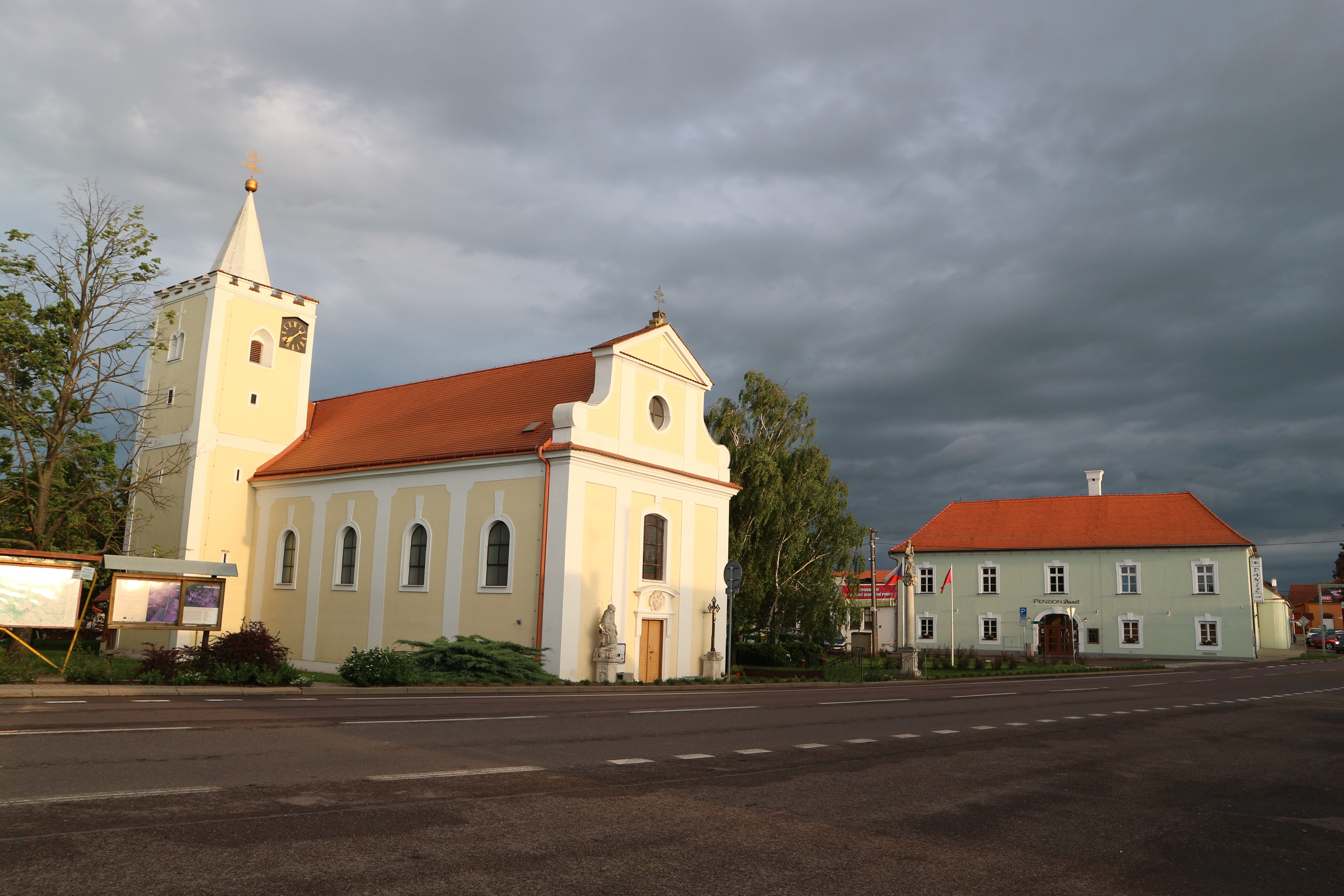
Kostel sv. Markéty

### Soubor barokních soch
- Mariánský sloup u kostela je z doby kolem roku 1700
- Socha sv. Jana Nepomuckého z poloviny 18. století
- Socha sv. Floriána z roku 1764 se nachází v blízkosti kostela

## Vinařství

### Viniční trať Dívčí hora
Viniční trať Dívčí hora leží severně od Chvalovic a táhne se od mezinárodní silnice E 59 západním směrem až k železniční trati Znojmo–Šatov. Trať se dříve jmenovala Frauenbergweingebirg; jméno získala podle kapličky Panny Marie s dřevěnou soškou Matky Boží, kterou prý za třicetileté války našel místní rolník zaoranou v zemi.
Viniční trať Dívčí hora má celkovou výměru 136 ha, osázených je něco přes 40 ha. Orientace mírného svahu je jižní, průměrná roční teplota dosahuje 9,19 °C a roční srážky 529 mm. Pěstují se tu odrůdy typické pro Znojemsko: Veltlínské zelené, Sauvignon a Ryzlink rýnský, Rulandské bílé i šedé, Müller Thurgau či Tramín červený, z modrých odrůd pak Rulandské modré, Modrý Portugal či Zweigeltrebe.

### Viniční tratí Nad sklepy
Druhá a menší chvalovická viniční trať leží vpravo od silnice z Chvalovic do Šatova, jak název napovídá, nad vinnými sklepy. Z odrůd jsou zastoupeny zejména Veltlínské zelené a Ryzlink vlašský, vinice se využívá rovněž pro pěstování podnoží.

### Sklepní ulička

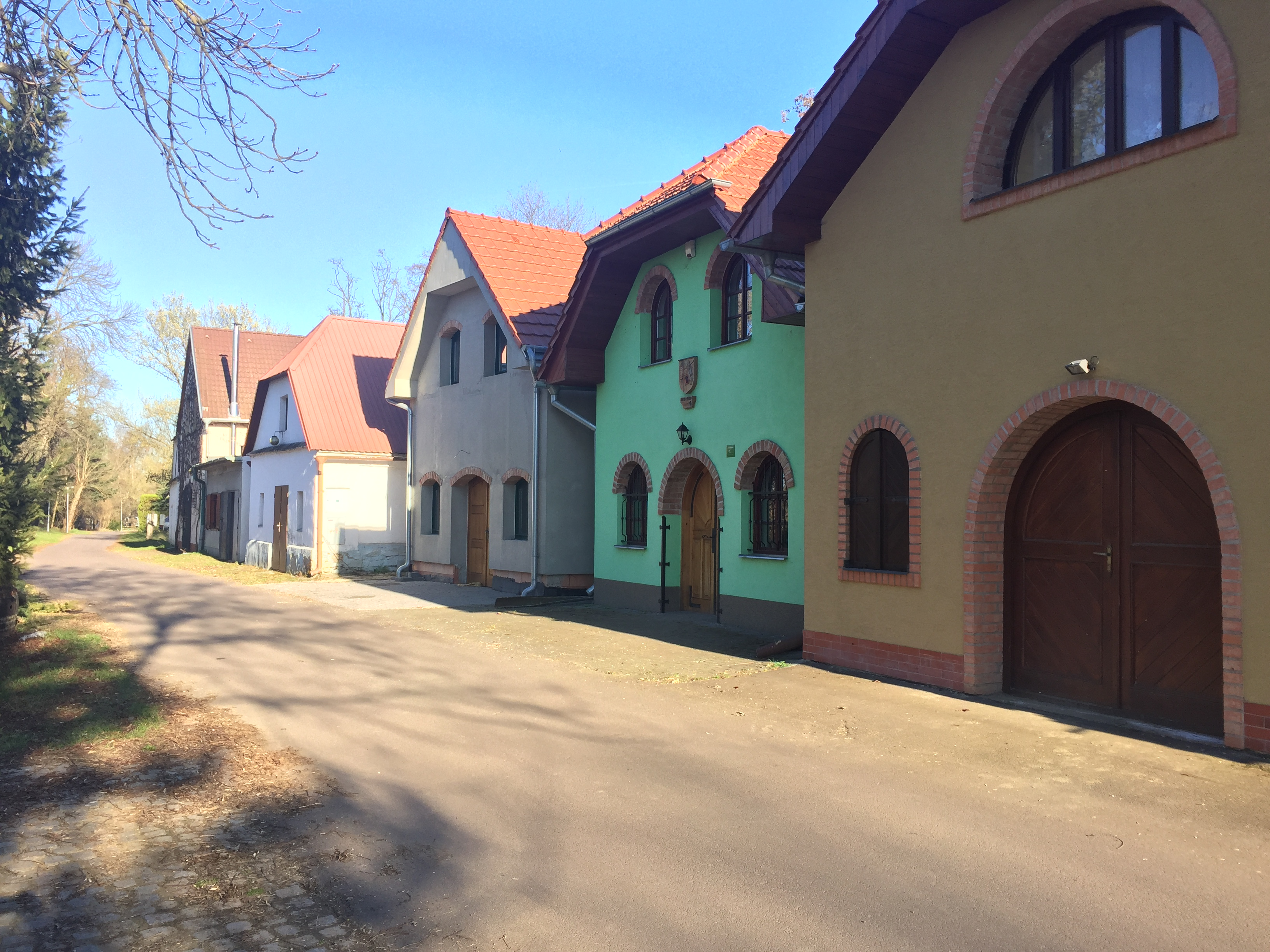
Sklepní ulička Chvalovice

Sklepní ulička s více než stovkou sklepů leží západně od Chvalovic. Většinou jednoduché neklenuté sklepy, vykopané v pískovci ve svazích pod vinicemi, dosahují délky několika desítek metrů, někdy se svažují hlouběji pod zem. Původní vzhled si uchoval především pozdně barokní sklep z roku 1770, vybudovaný v pískovcovém svahu 25 metrů pod povrchem země. Původně sloužil – tak jako mnoho dalších v okolí – jako desátkový sklep premonstrátského kláštera v Louce. Patří k největším sklepům na Znojemsku, je památkově chráněný a jeho chodby dosahují délky 200 metrů. O sklep pečuje vinařství Waldberg,

## Zajímavosti

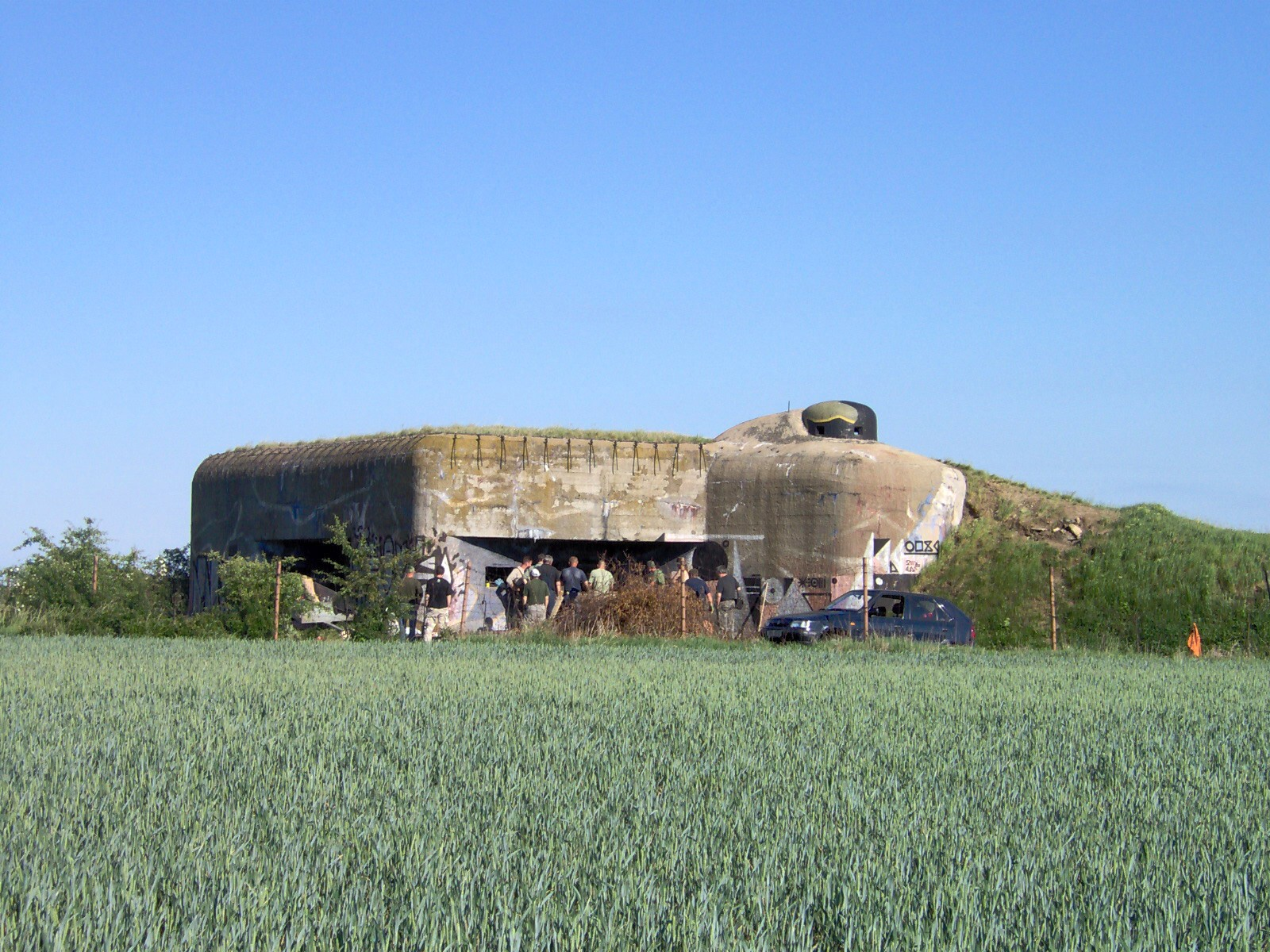
Chvalovice, MJ-S 4 (rok 2009)

### Pěchotní srub MJ-S 4 Zatáčka
Součást československého opevnění. Je typickým představitelem těžkých objektů, kterými byla zesilována linie lehkého opevnění. Stavěla jej pražská stavební firma Konstruktiva a. s., betonáž proběhla ve dnech 12. až 17. září 1938. Při postoupení pohraničí na základě Mnichovské dohody v říjnu 1938 byla Německu předána hrubá stavba pevnosti. Během okupace došlo k vytržení střílen hlavních zbraní, jinak srub výrazněji poškozen nebyl. Teprve po druhé světové válce byl stavba objekt dokončen po stavební stránce, v 50. letech 20. stol. probíhala jeho reaktivace. Ještě v roce 1998 objekt Armáda ČR udržovala v bojeschopném stavu. Od roku 2008 je objekt v péči klubu Vojenské historie ROTO Chvalovice.